# Nížina Mexického zálivu
Nížina Mexického zálivu (anglicky  Gulf Coastal Plain) je nížina rozkládající se podél Mexického zálivu na jihovýchodě Spojených států amerických a východě a jihovýchodě Mexika. Pobřežní nížina Mexického zálivu navazuje na Atlantskou nížinu. Leží na severozápadě Floridy, jihozápadě Georgie, jihu Alabamy, na většině území Mississippi, na západě Tennessee a Kentucky, na východě a jihu Arkansasu, v Louisianě a na východě a jihu Texasu.
Na území Mexika zasahuje do států: Tamaulipas, Veracruz, Tabasco, Campeche a Yucatán. Na území Spojených států rozděluje nížinu Mexického zálivu Mississippská nížina na dvě části: Východní pobřežní nížinu a Západní pobřežní nížinu.

## Členění
Východní pobřežní nížina
Rozkládá se mezi Floridou a nížinou Mississippi. Charakterizují ji hluboké zátoky, estuária a bažiny. V oblasti jsou písčité půdy a rostou zde borové lesy. Dále do vnitrozemí se vyskytují krasové jevy. Zadní část nížiny ve vnitrozemí je velmi rozsáhlá a úrodná. Místní černozemě se využívají k zemědělství.
Západní pobřežní nížina
Na území Spojených států leží mezi nížinou Mississippi a údolím řeky Rio Grande. Pobřeží tvoří slané marše, lagunová jezera s brakickou vodou a rozsáhlé zálivy. Charakteristické jsou solné dómy. Dále do vnitrozemí leží aluviální vrstvy, vnější část nížiny tvoří kuesty. Velký rozměr kuest ponechává krajině tvar rozsáhlých rovin.